# Província de Westfàlia
La Província de Westfàlia (en alemany Provinz Westfalen) va ser una província del regne de Prússia i de l'Estat Lliure de Prússia des del 1815 fins al 1946.

## Història
Napoleó Bonaparte va fundar el Regne de Westfàlia, que fou un estat vassall del Primer Imperi francès entre els anys 1807 i 1813. Aquest estat compartia només el nom amb la regió històrica, consistint principalment de les regions de Hessen i Ostfalia, i una part relativament petita de la regió de Westfàlia.
Tot i que Prússia tenia històricament possessions al territori de Westfàlia, el rei Frederic Guillem III preferia incorporar primer el regne de Saxònia. No va ser fins al Congrés de Viena del 1815 quan es va fer realitat la província de Westfàlia. La província es va formar de diferents territoris:
- regions a Westfàlia sota govern prussià abans del 1800 (el principat de Minden, els comtats de la Marck i Ravensberg, i Tecklenburg).
- El bisbat de Münster i el bisbat de Paderborn, adquirits per Prússia el 1802-03
- El petit comtat de Limburg, adquirit el 1808
- El Ducat de Westfàlia, incorporat a Prússia arran del Congrés de Viena. Les parts més septentrionals del ducat, inclosa la població de Osnabrück, es van convertir en part dels estats de Hannover i Oldemburg.
- Els principats de Sayn-Wittgenstein: Hohenstein i Berleburg, amb el principat de Nassau-Siegen (el 1817).

El 1816, el districte de Essen va ser transferit a la província del Rin.

## Economia
1907
18 % agricultura
59 % indústria
11 % comerç

## Després de la II Guerra Mundial
Un cop acabada la II Guerra Mundial, el 1946 es va unir la província amb la part nord de la província del Rin per formar l'estat federat alemany de Rin del Nord-Westfàlia. Un any després, el 1947, se l'hi afegí l'antic estat de Lippe.

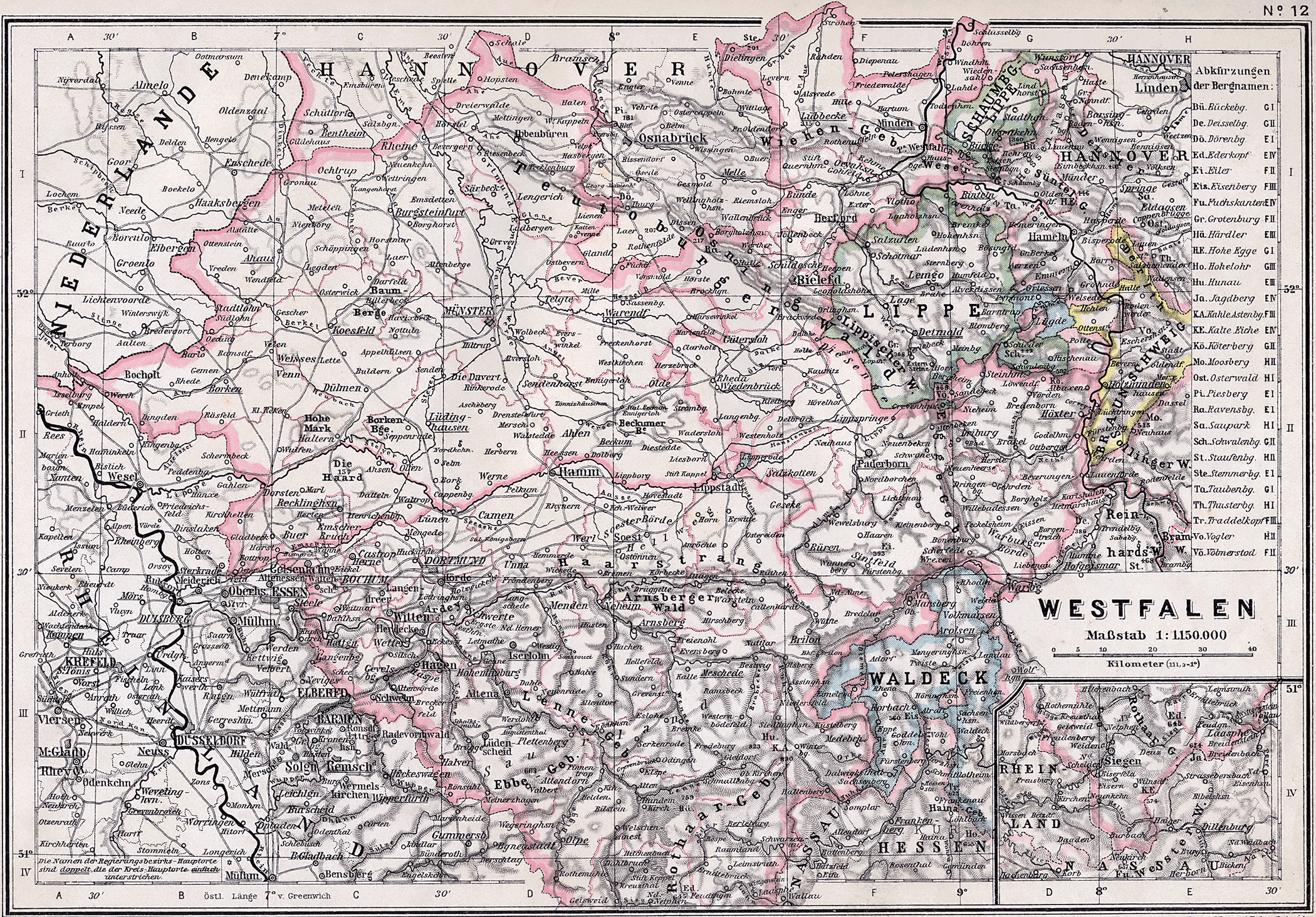
Mapa de la província de Westfàlia (1905).